# Trolls 3: Tots junts
Trolls 3: Tots junts (títol original en anglès, Trolls Band Together) és una pel·lícula de comèdia musical animada per ordinador estatunidenca produïda per DreamWorks Animation i distribuïda per Universal Pictures, basada en els ninots de trol de Thomas Dam. Serveix com a seqüela de Trolls 2: Gira mundial (2020) i la tercera entrega de la franquícia Trolls. La pel·lícula és dirigida per Walt Dohrn i codirigida per Tim Heitz. A la pel·lícula, la Poppy (Kendrick) i en Branch (Timberlake), que són oficialment parella, intenten rescatar en Floyd (Sivan) mentre reuneixen els germans d'en Branch després que el fenomen de la banda de nois, BroZone, s'hagi dissolt. S'ha doblat al català.
Anna Kendrick, Justin Timberlake, Zooey Deschanel, Christopher Mintz-Plasse, Icona Pop, Anderson. Paak, Ron Funches, Kenan Thompson, Kunal Nayyar i el mateix Dohrn repeteixen els seus papers de veu originals dels seus predecessors, amb les incorporacions d'Eric André, Kid Cudi, Daveed Diggs, Troye Sivan, Camila Cabello, Amy Schumer, Andrew Rannells, RuPaul i Zosia Mamet.
Les idees per a una seqüela van començar abans del llançament de Trolls 2: Gira mundial l'abril de 2020, quan Timberlake va expressar el seu interès a participar-hi durant la presentació d'Apple Music. DreamWorks Animation va confirmar oficialment el desenvolupament de la seqüela el novembre de 2021. El març de 2023 es van anunciar nous personatges per a la pel·lícula, juntament amb nous membres del repartiment i el títol. Tot i ser predominantment animació CGI, la pel·lícula inclou algunes seqüències d'animació en 2D amb estils d'animació inspirats en Yellow Submarine (1968) i Fantasia (1940). Theodore Shapiro, que abans havia compost la partitura de Trolls 2, va tornar a compondre la banda sonora d'aquesta pel·lícula.
Està previst que Trolls 3: Tots junts s'estreni als Estats Units el 17 de novembre de 2023.